# ولسوالی منگجک
ولسوالی منگجک به مرکزیت شهر منگجک یکی از ولسوالی‌های ولایت جوزجان در شمال افغانستان است. جمعیت آن در سال ٢٠٢٠ میلادی، ۴٨٬۴٩٣ نفر اعلام شده‌است. این ولسوالی از شمال با ولسوالی‌ خم‌آب از شرق با ولسوالی‌های قرقین و مردیان از جنوب با ولسوالی‌های آقچه و خانقاه و از غرب با ولسوالی خواجه دوکوه هم‌مرز می‌باشد.